# وینیو لگرن
شهر وینیو لگرن (به فرانسوی: وینیو لگرن) در شهرستان او-دو-سن در ناحیه ایل-دو-فرانس با جمعیت ۲۴٬۵۶۸ نفر در کشور فرانسه واقع شده‌است